# Cantone di Saint-Aulaye
Il Cantone di Saint-Aulaye era una divisione amministrativa dell'arrondissement di Périgueux.
A seguito della riforma approvata con decreto del 21 febbraio 2014, che ha avuto attuazione dopo le elezioni dipartimentali del 2015, è stato soppresso.

## Composizione
Comprendeva i comuni di:
- Chenaud
- Festalemps
- La Jemaye
- Parcoul
- Ponteyraud
- Puymangou
- La Roche-Chalais
- Saint-Antoine-Cumond
- Saint-Aulaye
- Saint-Privat-des-Prés
- Saint-Vincent-Jalmoutiers
- Servanches